# Marquesado de Villa Alegre
El marquesado de Villa Alegre es un título nobiliario español creado por el rey Carlos II de España el 27 de diciembre de 1685 junto con el vizcondado previo del mismo nombre, con real despacho expedido el 17 de diciembre de 1687, a favor de José Manrique de Arana e Iraola.

## Marqueses de Villa Alegre
- José Manrique de Arana e Iraola (Placencia de las Armas, 17 de abril de 1644-30 de mayo de 1695), I marqués de Villa Alegre,[a] regidor militar, caballero de la Orden de Santiago desde 1657. Político y militar, fue señor de Onraita, regidor en Vitoria y teniente de las Guardias Española.[1]

Se casó en primeras nupcias en Mondragón el 7 de enero de 1672 con Ana María de Aranguren y Sáenz de Andicano.   Contrajo un segundo matrimonio el 25 de diciembre de 1688 con Teresa Brígida de Zaldívar y Ortiz de Landázuri (Vitoria, 18 de octubre de 1661-12 de enero de 1712). Le sucedió su hijo del primer matrimonio:
- José Manrique de Arana y Aranguren (n. Madrid, 18 de marzo de 1686), II marqués de Villa Alegre y caballero de la Orden de Santiago.[1] Probablemente falleció sin descendencia ya que el título pasó a su media hermana, hija del segundo matrimonio de su padre.[3]

- Atanasia Bárbara Manrique de Arana y Zaldívar (Madrid, 2 de mayo de 1690-ca. 1747), III marquesa de Villa Alegre, señora de Andollu, Roitegui, Enreta, etc.[5]

Se casó en Andujar el 29 de septiembre de 1710 con Juan Fernando Porcel y Porcel (baut. en Granada el 20 de junio de 1685-ca. 1732), hijo de Andrés Salvador Porcel y Carvajal y de su esposa, sobrina segunda suya, María Teresa Porcel y Menchaca. Una hija de este matrimonio, María Teresa Porcel y Manrique de Arana se casó con José Francisco de Aguirre y Sarriá, III marqués de San Millán. Le sucedió su hijo:
- Antonio Porcel y Manrique de Arana (Granada, 29 de mayo de 1716-15 de diciembre de 1795), IV marqués de Villa Alegre, teniente coronel de milicias y caballero de la Real Maestranza de Caballería de Granada.[8].

Se casó en Granada el 3 de octubre de 1743 con Francisca Joaquina de Cañaveral Córdoba y Sáenz de Navarrete (n. Caravaca, 19 de enero de 1725). Le sucedió su hijo:
- Juan Bautista Porcel y Cañaveral (Granada, 18 de agosto de 1742- 1 de julio de 1817), V marqués de Villa Alegre, caballero Guardia Marina y de la Real Maestranza de Granada.[10] Fue diputado por Granada en las Cortes Generales y Extraordinarias (1810-1813). Abogó por «potenciar el poder legislativo frente a cualquier injerencia del Rey, sostuvo que ni los funcionarios ni los clérigos tuvieran cabida en las Cortes, lugar, según él, de 'hombres libres e independientes'».[11]

Se casó en Azpeitia el 8 de febrero de 1765 con su sobrina segunda María Brígida de Aguirre y Vicuña (Azepitia, 23 de junio de 1748-Granada, 24 de diciembre de 1790), hija de Joaquín de Aguirre y Porcel, IV marqués de San Millán, y de su esposa, María Joaquina de Vicuña Oyarbide. Su hijo primogénito, Antonio de la Santísima Trinidad Porcel y Aguirre, casado con Rafaela Valdivia y Bravo, premurió a su padre y el título pasó a su nieto paterno:
- Luciano Porcel y Valdivia (Beasáin, 8 de enero de 1813-5 de febrero de 1873), VI marqués de Villa Alegre y V marqués de San Millán, sucediendo a su bisabuelo paterno materno, el IV marqués.[13] Fue senador en la legislatura de 1871-1872 por la provincia de Guipúzcoa,[14]

Se casó en primeras nupcias en San Sebastián el 22 de diciembre de 1856 con María de la Asunción de Guirior y Azcona (m. 15 de marzo de 1860) y en segundas con Francisca Javiera de Guirior y Azcona, hermana de su primera esposa. Le sucedió su hija del primer matrimonio:
- Basilia María de la Blanca Porcel y Guirior (1859-11 de febrero de 1940), VII marquesa de Villa Alegre y VI marquesa de San Millán.[16]

Se casó con Ramón de Altarriba y Villanueva, XXIV barón de Sangarrén. De este matrimonio nacieron dos hijos, Ramón, fallecido joven sin descendencia, y Jaime de Altarriba y Porcel, que fue el XII conde de Robres y XXV barón de Sangarrén.
- Cristóbal González de Aguilar y Fernández-Golfín (m. Madrid, 19 de marzo de 1979), VIII marqués de Villa Alegre desde 1943, con el título convalidado por Decreto del 8 de julio de 1955, VIII marqués del Arenal, VII marqués de Sauceda.[18]

Se casó con María de la Paz Enrile y López de Morla. Cedió el título a su hijo:
- Cristóbal González de Aguilar y Enrile (Sevilla, 15 de marzo de 1922-24 de marzo de 1923), IX marqués de Villa Alegre,[19]

Se casó con María del Carmen Alonso-Urquijo y Gereda. Cedió el título a su hijo:
- Cristóbal González de Aguilar y Alonso-Urquijo, X marqués de Villa Alegre.[20]